# ساندیدنو جانکشن
ساندیدنو جانکشن (به انگلیسی: Llandudno Junction) یک شهرک در ولز است که در شهرستان مستقل کانوی واقع شده‌است. ساندیدنو جانکشن ۶٬۷۲۲ نفر جمعیت دارد.